# Spododes authades
Spododes authades är en fjärilsart som beskrevs av Dyar 1916. Spododes authades ingår i släktet Spododes och familjen mätare. Inga underarter finns listade i Catalogue of Life.